# 현대힘스
현대힘스 주식회사(영어: Hyundai HYMS)는 2008년 4월 25일에 설립된 대한민국의 선박 구성 부분품 제조 기업이다.

## 역사
2008년 현대중공업에서 100% 현물출자로 설립되었다.

## 사업
선박을 여러 구획으로 나눈 단위인 선박 블록 제작이 주력 사업으로 HD현대중공업과 현대삼호중공업에 공급하고 있다

## 일감 몰아주기 논란
전국금속노동조합 현대중공업지부는 당시 현대중공업이 100% 지분을 갖고 있었던 힘스(HYMS)가 공정위의 일감 몰아주기 규제 대상이 아니지만 2013년엔 내부거래 비중이 91%까지 달했다는 점을 지적한 바 있다.

## 사고
현대힘스 공장에서 하청업체 근로자가 크레인으로 철판을 내리던 중 떨어진 철판에 머리를 부딪쳐 숨지는 사고가 발생해 노동부는 현대힘스에 대해 작업중지 명령을 내린 뒤 정확한 사고원인 및 중대재해처벌법과 산업안전보건법 위반여부도 확인하였다.

### 내용주
1. ↑  Hyundai Machinery & Service의 약자
2. ↑  미래에셋증권을 주관사로 공모가 7,300원에 상장